# Unione Sportiva Sanremese Calcio 2006-2007
Questa pagina raccoglie le informazioni riguardanti l'Unione Sportiva Sanremese Calcio nelle competizioni ufficiali della stagione 2006-2007.

## Rosa
| N. |                   | Ruolo | Calciatore           |
| -- | ----------------- | ----- | -------------------- |
|    | Italia (bandiera) | D     | Alessandro Aretuso   |
|    | Italia (bandiera) | C     | Giacomo Avellino     |
|    | Italia (bandiera) | P     | Nicola Avitabile     |
|    | Italia (bandiera) | A     | Luca Botti           |
|    | Italia (bandiera) | P     | Giacomo Brichetto    |
|    | Monaco (bandiera) | C     | Grégory Campi        |
|    | Italia (bandiera) | D     | Silvio Cassaro       |
|    | Italia (bandiera) | C     | Salvatore Del Sole   |
|    | Italia (bandiera) | C     | Andrea Doardo        |
|    | Italia (bandiera) | A     | Daniele Federici     |
|    | Italia (bandiera) | D     | Modestino Feliciello |
|    | Italia (bandiera) | A     | Alessio Figos        |
|    | Italia (bandiera) | C     | Dino Giannascoli     |
|    | Italia (bandiera) | C     | Simon Laner          |
|    | Italia (bandiera) | D     | Paolo Rizzini Lodi   |

| N. |                   | Ruolo | Calciatore         |
| -- | ----------------- | ----- | ------------------ |
|    | Italia (bandiera) | A     | Eros Mangone       |
|    | Italia (bandiera) | A     | Ernesto Marino     |
|    | Italia (bandiera) | D     | Matteo Minghinelli |
|    | Italia (bandiera) | C     | Vito Montemurro    |
|    | Italia (bandiera) | A     | Manolo Mosciaro    |
|    | Italia (bandiera) | C     | Mario Niedda       |
|    | Italia (bandiera) | C     | Paolo Pasquali     |
|    | Italia (bandiera) | C     | Marco Piovanelli   |
|    | Italia (bandiera) | D     | Fabrizio Poli      |
|    | Italia (bandiera) | C     | Gianluca Procopio  |
|    | Italia (bandiera) | D     | Gianluca Romano    |
|    | Italia (bandiera) | A     | Rosario Stanzione  |
|    | Italia (bandiera) | A     | Cristian Trotti    |
|    | Italia (bandiera) | A     | Marco Vianello     |